# Чавес Кастильо, Даниэль (футболист)
Даниэль Макензи Чавес Кастильо (исп. Daniel Mackensi Chávez Castillo; род. 8 января 1988 года, Кальяо, Перу) — перуанский футболист, игравший на позиции нападающего. Выступал за сборную Перу.

## Клубная карьера
Чавес — воспитанник известной перуанской футбольной Академии Депортива Кантолао. В 2006 году Даниэль подписал профессиональный контракт с бельгийским «Брюгге». 29 августа 2008 года в матче против «Тюбиза» он дебютировал в Жюпиле лиге. В этом же поединке Чавес забил свой первый гол за «Брюгге». Летом 2010 года в поисках игровой практики Даниэль перешёл в «Вестерло». 31 июля в матче против «Гента» он дебютировал за новый клуб. В поединке против «Локерена» Чавес забил свой первый гол за «Вестерло».
Летом 2011 года Даниэль перешёл в румынский «Оцелул». В матче Кубка Румынии против «Олтхим Рамничу» он дебютировал за основной состав.
В начале 2012 года Чавес вернулся на родину, подписав контракт с «Унион Комерсио». В матче против «Хуан Аурич» он дебютировал в перуанской Примере. В этом же поединке Даниэль забил свой первый гол за «Унион Комерсио». В начале 2013 года Чавес присоединился к «Универсидад Сесар Вальехо». 18 февраля в матче против своего предыдущего клуба «Унион Комерсио» он дебютировал за новую команду. В этом же поединке Даниэль забил свой первый гол за «Универсидад Сесар Вальехо». В 2014 году в матчах Южноамериканского кубка против «Университарио» Чавес забил два гола. В 2015 году он помог команде выиграть Кубок Перу.
В начале 2017 года Чавес перешёл в «Мельгар». 11 февраля в матче против «Аякучо» он дебютировал за новую команду. 3 марта в поединке против «Спортинг Кристал» Даниэль забил свой первый гол за «Мельгар». Летом того же года Чавес перебрался в «Университарио». 20 августа в матче против своего бывшего клуба «Унион Комерсио» он дебютировал за новую команду. 5 ноября в поединке против «Комерсиантес Унидос» Даниэль забил свой первый гол за «Университарио». 27 января 2018 года в матче Кубка Либертадорес против боливийского «Ориенте Петролеро» он отметился забитым мячом.

## Международная карьера
31 мая 2008 года в товарищеском матче против сборной Испании Чавес дебютировал за сборную Перу. 5 сентября 2015 года в поединке против сборной США Тапиа забил свой первый гол за национальную команду.

### Голы за сборную Перу
| #   | Дата            | Место                            | Противник | Счёт | Результат | Соревнование      |
| --- | --------------- | -------------------------------- | --------- | ---- | --------- | ----------------- |
| 01. | 5 сентября 2015 | Мемориэл Стэдиум, Вашингтон, США | США       | 0:1  | 2:1       | Товарищеский матч |

## Достижения
Командные
 «Универсидад Сесар Вальехо»
- Обладатель Кубка Перу — 2015